# Kostel svatého Jeronýma (Stari Grad)
Kostel svatého Jeronýma v městě Stari Grad (chorvatsky: Crkva sv. Jerolima u Starom Gradu) je kostel ve městě Stari Grad na ostrově Hvar v Chorvatsku.
Kostel se nachází na severním břehu přístavu Sarého Gradu. Byl založen v roce 1487. Pravděpodobně se ale zde nacházel již v 14. století. Na západním průčelí kostela nad vstupem je umístěn reliéf svatého Jeronýma. Na jižním průčelí je pak reliéf Panny Marie s Ježíškem, jehož originál je umístěn v muzeu v dominikánském klášteře. Naproti se nachází poustevna (ermitáž). V současné době je v této budově restaurace.

## Galerie

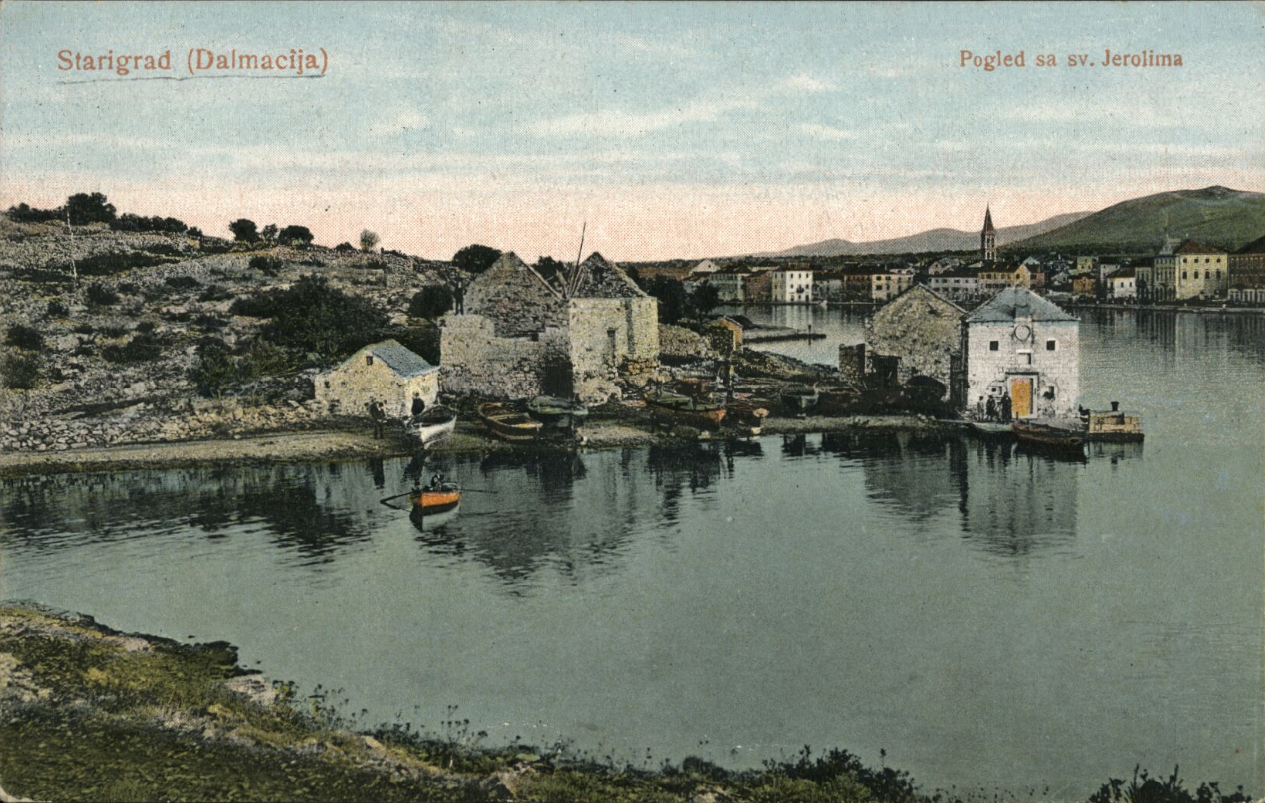
Kostel svatého Jeronýma a poustevna před rokem 1925, dobová pohlednice. Pohled od západu.
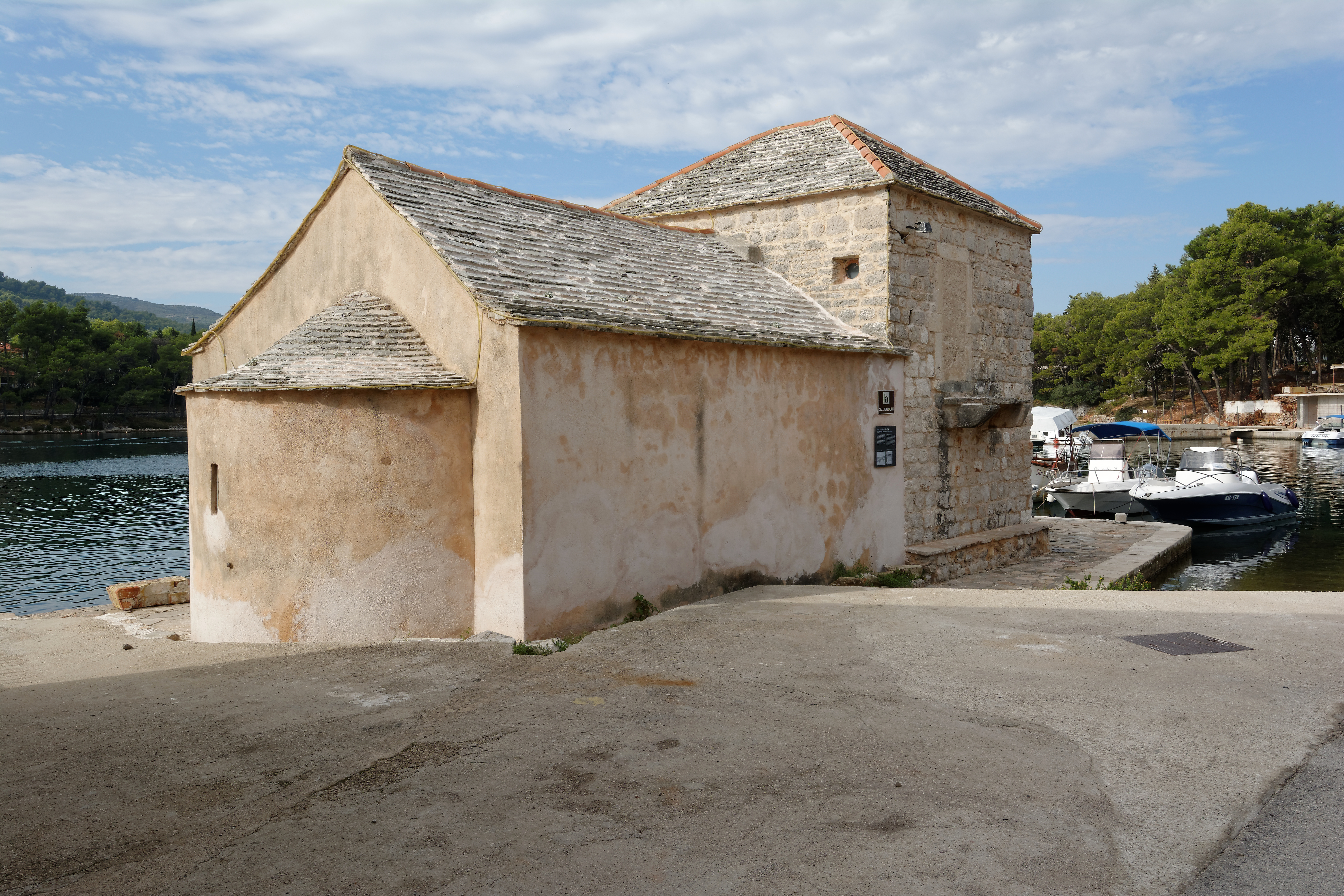
Pohled od severovýchodu.
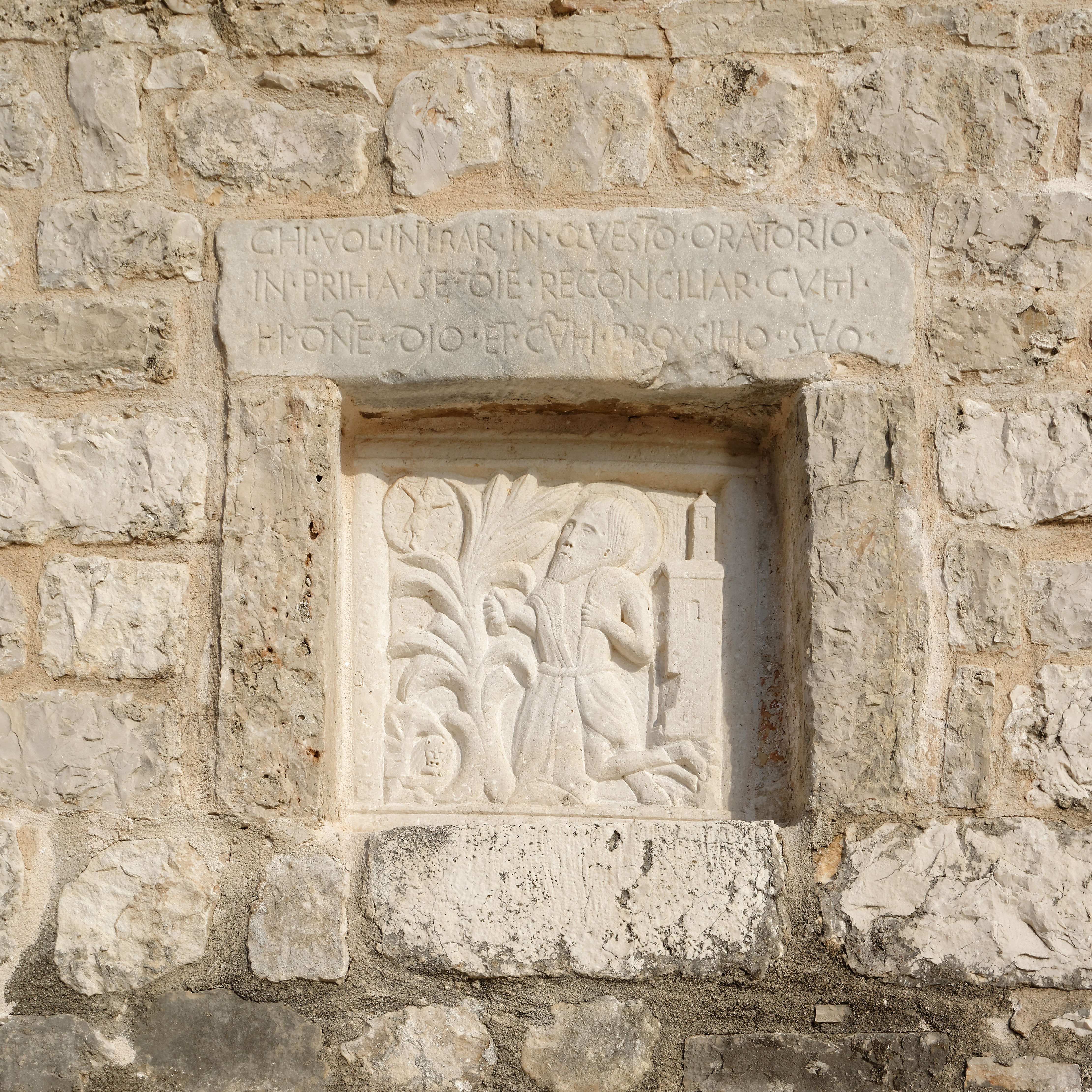
Reliéf svatého Jeronýma nad západním vstupem.
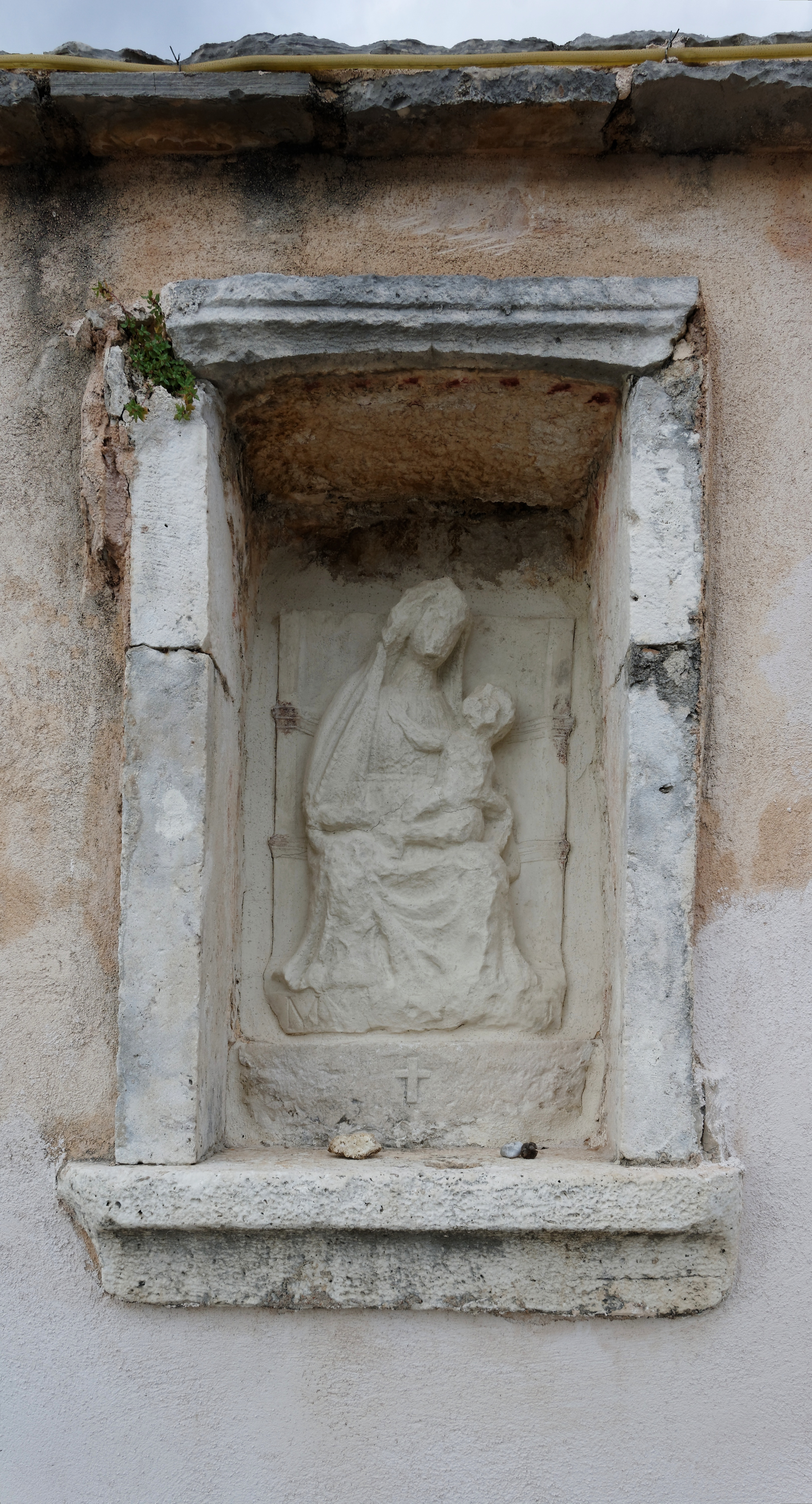
Reliéf Panny Marie na jižním průčelí kostela (kopie, originál se nachází v muzeu v Dominikánském klášteře, Stari Grad).
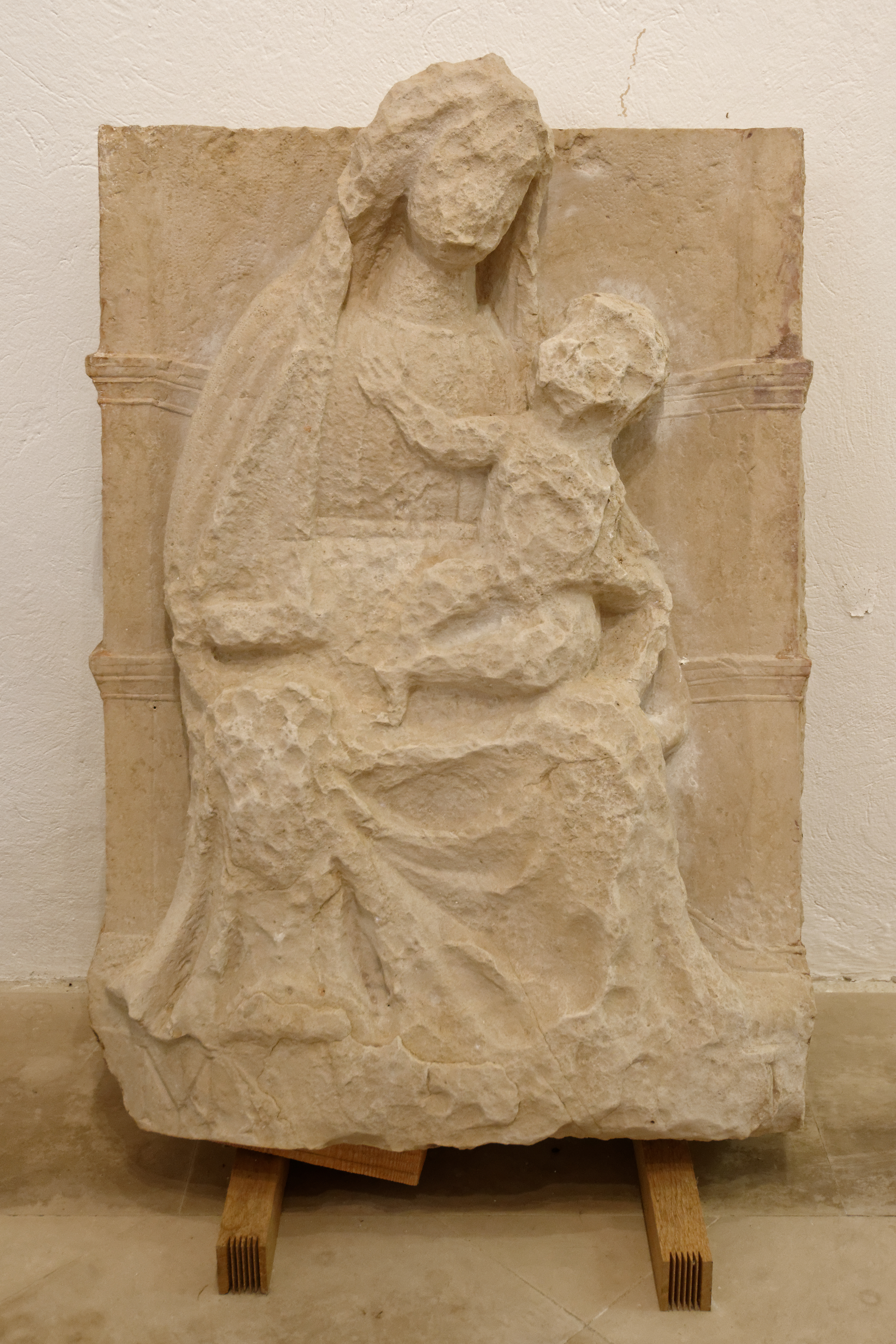
Reliéf Panny Marie, originál v muzeu v Dominikánském klášteře, Stari Grad.
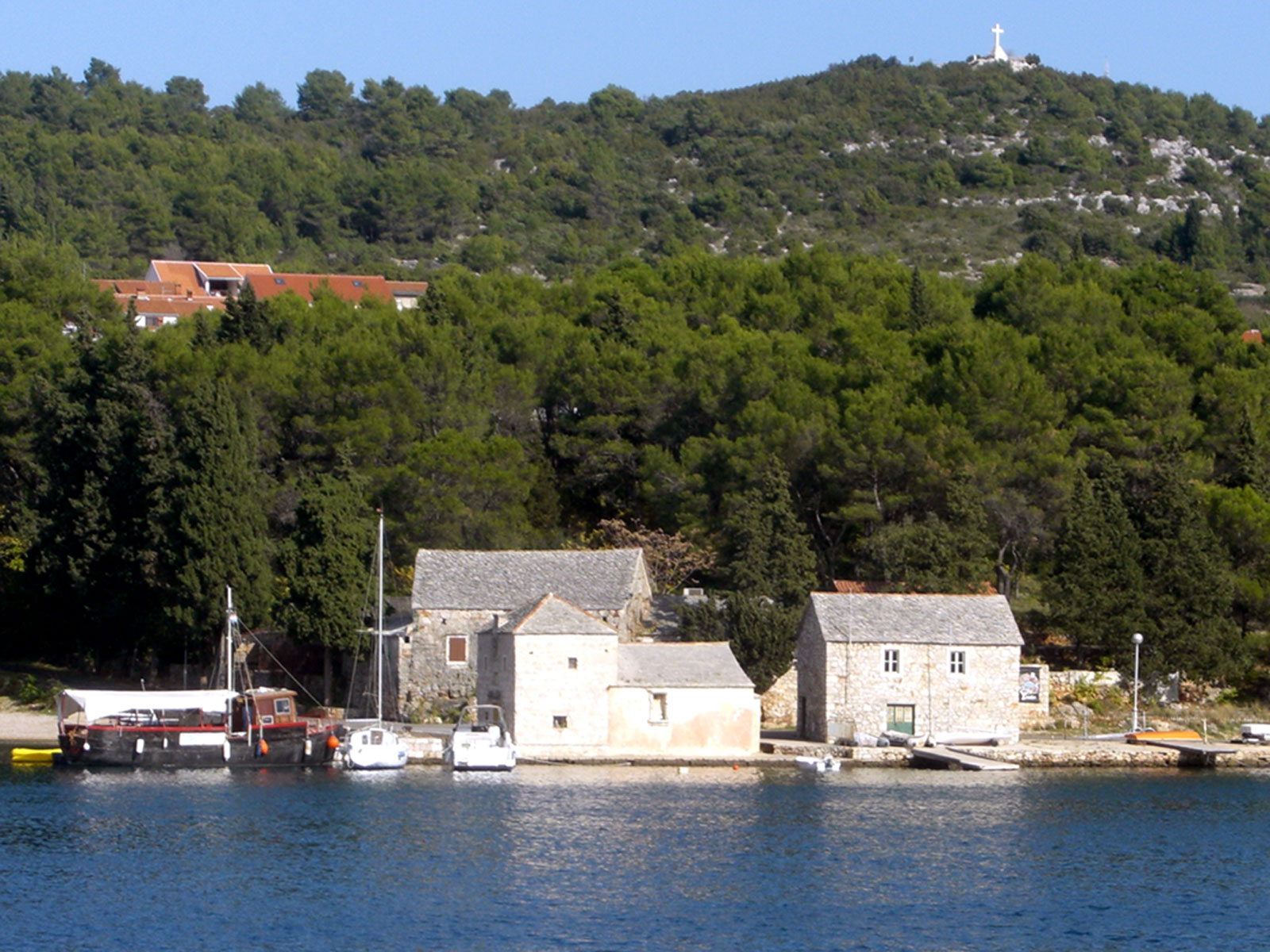
Pohled na kostel od jihu z protějšího břehu Starogradského zálivu.